# Ampelocera macrocarpa
Ampelocera macrocarpa là một loài thực vật có hoa trong họ Ulmaceae. Loài này được Ferero & Gentry mô tả khoa học đầu tiên năm 1984.